# کولیپولی، شیلی
کولیپولی، شیلی (به اسپانیایی: Collipulli) یک سکونتگاه مسکونی در شیلی است که در Malleco Province واقع شده‌است.

## خصوصیات
کولیپولی ۱٬۲۹۵٫۹ کیلومترمربع مساحت و ۲۳٬۳۲۱ نفر جمعیت دارد و ۲۴۳ متر بالاتر از سطح دریا واقع شده‌است.